# Мироненко Ірина Дмитрівна
Ірина Дмитрівна Мироненко (нар. 27 вересня 1960, селище Нова Водолага Харківської області) — українська поетеса, журналістка. Лавреатка літературних премії імені Василя Мисика (1995). 

## Біографія
Ірина Мироненко народилася 27 вересня 1960 року в селищі Нова Водолага на Харківщині.
З початку 1970-х рр. друкується в періодичних виданнях.
У 1983 році закінчила Харківський державний університет (нині Харківський національний університет ім. В. Н. Каразіна), філологічний факультет.
Працювала у багатотиражній газеті "Сигнал" Харківського велосипедного заводу, Літературному фонді України. Від 1992 р.  до 2020 р. - в редакції Харківського обласного державного радіо. 
Роботу в ефірі почала ще студенткою стаціонару як позаштатна авторка обласного радіо (літературно-драматична редакція) 1980 року. Тоді в радіоциклі «Синівським поглядом»  першою в колективі радіо звернулася до імен діячів «розстріляного Відродження» та письменників української діаспори. Найтриваліша за часом існування авторська програма Ірини Мироненко історико-краєзнавчого спрямування «Муравський шлях» виходила в ефір  від початку 1990-х до грудня 2020 року. У штаті Харківського радіо – від січня 1992 року до грудня 2020 року.
Зараз продовжує журналістську діяльність як редакторка відділу подкастів Харківського пресклубу і авторка статей для сайту регіональних медіа Харківщини «Громада.груп», створює нариси про сучасників. 

## Творчий доробок
Публікується в численних антологіях як українською мовою, так і в перекладах білоруською, грузинською, німецькою, польською, російською, туркменською і французькою  мовами. Автор есеїв і літературних рецензій.  Лауреат премій імені  Василя Мисика,  Олександра Масельського, Олександра Зубарєва, переможець  всеукраїнських конкурсів Асоціації міст України та громад,  Укрпрофради. Стипендія імені Германа Кестена муніципалітету Нюрнберга (ФРН).
Як радіожурналістка відзначалася на міжнародних, всеукраїнських та обласних конкурсах. 
Член Національної Спілки письменників України з 1985р.

### Збірки віршів
- Мироненко І. Жіночий танок. — К., 1984.
- Мироненко І. Вокзальна скрипка. — Х., 1987.
- Мироненко І. Полин і віск.— К., 1990.
- Мироненко І. Каскадні сходи.— Х., 2008.
- Мироненко І. За спиною століття.— Х., 2013.
- Мироненко І. Місто в сірих яблуках. - К., 2016
- Мироненко І. Суниці Держпрому. - Х., 2018

## Відзнаки
- Літературна премія імені Василя Мисика (1995 р.)
- Стипендія імені Германа Кестена муніципалітету Нюрнберга (ФРН, 2006 р.).
- Лауреат кількох обласних творчих премій  імені Олександра Масельського (номінації "Майстер слова. Поезія", "Майстер слова. Публіцистика").